# فلورنسیو وارلا
فلورنسیو وارلا (به اسپانیایی: Florencio Varela) شهری در کشور آرژانتین، استان بوئنوس آیرس است که در سال ۲۰۰۹ میلادی، حدود ۱۲۰٬۶۷۸ نفر جمعیت داشته‌است.